# Трирутенийпентамолибден
Трирутенийпентамолибден — бинарное неорганическое соединение, интерметаллид
рутения и молибдена
с формулой Mo5Ru3,
кристаллы.

## Получение
- Сплавление стехиометрических количеств чистых веществ:

{\displaystyle {\mathsf {3Ru+5Mo\ {\xrightarrow {1920^{o}C}}\ Mo_{5}Ru_{2}}}}

## Физические свойства
Трирутенийпентамолибден образует кристаллы
тетрагональной сингонии, пространственная группа P 42/mnm, параметры ячейки a = 0,99570 нм, c = 0,49323 нм, Z = 4,
структура типа железохрома σ-CrFe
.
Соединение образуется по перитектоидной реакции при температуре 1920°C 
(1915°C )
и имеет область гомогенности 34÷37,5 ат.% рутения.
При температуре ниже 1143°C  соединение находится в метастабильном состоянии.